# Bilîjînți, Izeaslav
Bilîjînți (în ucraineană Білижинці) este un sat în comuna Dvireț din raionul Izeaslav, regiunea Hmelnîțkîi, Ucraina.

## Demografie
Componența lingvistică a localității Bilîjînți
     Ucraineană (98,22%)
     Rusă (1,78%)
Conform recensământului din 2001, majoritatea populației localității Bilîjînți era vorbitoare de ucraineană (98,22%), existând în minoritate și vorbitori de rusă (1,78%).